# Unione Sportiva Città di Palermo 2017-2018
Questa voce raccoglie le informazioni riguardanti l'Unione Sportiva Città di Palermo nelle competizioni ufficiali della stagione 2017-2018.

## Stagione
In seguito alla retrocessione in Serie B, il patron Maurizio Zamparini, rimasto proprietario dopo aver rifiutato l'offerta di Paul Baccaglini per l'acquisto dell'intero pacchetto azionario della società (evento che ha caratterizzato la seconda parte della precedente stagione del Palermo) decide di rivoluzionare la panchina rosanero: l'allenatore Diego Bortoluzzi non viene confermato e al suo posto viene chiamato Bruno Tedino, reduce dal raggiungimento della semifinale play-off della Lega Pro 2016-2017 con il Pordenone, persa ai rigori contro il Parma. Sul fronte del calciomercato estivo sono da segnalare la rescissione di Alessandro Gazzi e di Alessandro Diamanti dopo appena una stagione e la cessione dei difensori Siniša Anđelković al Venezia, Roberto Vitiello alla Ternana (questi andati in scadenza di contratto), Giancarlo González al Bologna ed Edoardo Goldaniga al Sassuolo. Alle cessioni si contrappone l'acquisto del trequartista del Trapani Igor Coronado, del difensore Giuseppe Bellusci dal retrocesso Empoli, del portiere del Sassuolo Alberto Pomini e dell'attaccante Gaetano Monachello in prestito dall'Atalanta, nonché il rientro dei prestiti di vari giovani da società di Serie B e Serie C.
Dopo il consueto ritiro nella città austriaca di Bad Kleinkirchheim, la stagione del Palermo comincia ufficialmente il 6 agosto 2017, in occasione del secondo turno eliminatorio della Coppa Italia, dove elimina i pugliesi della Virtus Francavilla con un sonoro 5-0, grazie alla tripletta di Aleksandar Trajkovski e ai gol di Haitam Aleesami e del nuovo acquisto Radosław Murawski. L'avventura in Coppa Italia, tuttavia, termina sei giorni più tardi sul campo neutro di Torino, dove i rosanero cedono ai calci di rigore contro il Cagliari, dopo che la partita era terminata 1-1; in questa gara, da evidenziare è la prima marcatura in maglia rosanero (in prima squadra) e la prima marcatura di quest'annata del palermitano Antonino La Gumina, un principale giocatore rientrante dal prestito e nuova rivelazione.
La prima giornata di campionato viene disputata il 26 agosto seguente con la vittoria per 2-0 contro lo Spezia, grazie ai gol dei macedoni Aleksandar Trajkovski e Ilija Nestorovski.
Nella trasferta di Brescia alla seconda giornata, la squadra è stata priva di otto calciatori convocati dalle rispettive squadre nazionali, poiché la Serie B non osserva turni di riposo in concomitanza con gli impegni FIFA delle Nazionali. Per tutto il mese di settembre la dirigenza rosanero ha denunciato questa situazione particolare giustificandosi di essere retrocessa con questi calciatori in rosa e di non averli appositamente acquistati nell'estate 2017. La proposta di rinviare le gare del Palermo in concomitanza con gli impegni delle Nazionali è stata negata nell'assemblea della Lega Serie B di fine settembre e, dunque, la società, il 3 ottobre, ha chiesto l'intervento delle istituzioni e del sindaco della città Leoluca Orlando affinché possa essere esaudita la propria richiesta. Quest'ultimo nella stessa giornata ha risposto all'appello del Palermo Calcio.
Il 10 novembre è stato annunciato il nuovo presidente della società, Giovanni Giammarva, a decorrere dall'8 novembre, attraverso il Cda; in seguito Zamparini ritorna ad essere solamente il proprietario come 8 mesi prima.
Giammarva è un ragioniere commercialista, alla sua prima esperienza nel calcio, che era già entrato nel consiglio di amministrazione della società il 31 ottobre precedente.
È inoltre genero di Maria Falcone, sorella del giudice assassinato da cosa nostra Giovanni Falcone.
Il 28 dicembre 2017, grazie al 3-0 interno con la Salernitana che chiuse il girone di andata, il Palermo si laureò campione d'inverno.
Con l'obiettivo dichiarato della promozione in Serie A e a seguito dei risultati non positivi, a quattro giornate dal termine del campionato Tedino viene esonerato in favore di Roberto Stellone, che porta con sé il vice Giorgio Gorgone, il collaboratore tecnico Andrea Gennari e il match analyst Salvatore Rosato.
La stagione regolare si chiude al quarto posto, a un punto dal secondo piazzamento finale che garantiva la promozione diretta. Si qualifica così ai play-off: non succedeva da 19 anni, dal 1998-1999 e dal suo fin lì unico precedente, che il Palermo partecipasse a dei play-off per una promozione (quella volta persi col Savoia, sia all'andata che al ritorno delle semifinali in Serie C1, che garantivano un salto di categoria in Serie B); l’anno precedente a quello, i rosa avevano disputato il primo play-out della loro storia e anche lì il risultato fu tutt’altro che positivo, visto che il Palermo uscì sconfitto dal doppio confronto disputato contro la Battipagliese. In semifinale la squadra incontra il Venezia di Filippo Inzaghi, superando il turno con il punteggio di 1-1 a Venezia e con un successo del Palermo al Barbera per 1-0.
Il Palermo, dopo aver vinto la finale d'andata per 2-1 contro il Frosinone, perde per 2-0 la decisiva finale di ritorno a Frosinone, rimanendo in Serie B.

## Divise e sponsor
Lo sponsor tecnico, dopo cinque stagioni (due con Puma e tre con Joma), torna a essere Legea.
La classica maglia rosa dei siciliani presenta un design semplice, decorata da una serie di linee ondulate realizzate con tecnica embossed che ne attraversano la parte superiore, retro compreso. Sempre in rilievo troviamo la figura dell’aquila sul fianco sinistro.
Il colletto a V è circondato da un bordo nero a contrasto che si interrompe in prossimità delle scapole.
Le maniche sono chiuse da un doppio bordo nero e oro che richiama lo stemma della società siciliana. Nella parte posteriore è ricamata la scritta “U.S. Città di Palermo”, infine su entrambi i lati scorre una riga nera in tessuto mesh per favorire la traspirazione.
La seconda divisa, creata sullo stesso modello della prima maglia, è bianca, con il nero e il rosa a colorare le finiture. La maglia è caratterizzata da pinstripes rosa che si sviluppano da un inserto obliquo che segue la linea delle scapole.
Anche in questo caso, il colletto a V è cinto da un bordo nero, coordinato con il bordo manica. Sul retro le pinstripes coprono solo la parte inferiore per lasciare spazio a nomi e numeri, al centro c’è anche lo stemma dell’aquila. In alto ritroviamo la denominazione del club ricamata e la riga arcuata che mette in risalto le spalle.
Quasi a voler riprendere il lavoro interrotto nel 2012 Legea conferma in toto la scelta cromatica dei tre kit, proponendo il nero per la terza divisa. A differenza dei kit prodotti cinque anni fa per Miccoli e compagni, in questo caso la casacca è ravvivata dalle pinstripes rosa già utilizzate per la versione away.
Il rosa decora anche il bordo del colletto e delle maniche, oltre all’inserto posto sulle scapole. Una soluzione davvero elegante che infonde l’effetto gessato ad un kit tra i più riusciti della squadra rosanero negli ultimi anni.
Il 22 agosto 2017 viene annunciato Sicily by Car come main sponsor, mentre Bisaten viene confermato back sponsor.
| Casa | Trasferta | Terza divisa |

## Organizzazione
Organigramma societario
- Presidente: Giovanni Giammarva (dall'8 novembre 2017)
- Consigliere Delegato: Maurizio Zamparini (fino al 3 maggio 2018)[13]
- Direttore Amministrativo: Daniela De Angeli
- Direttore Sportivo: Fabio Lupo (fino al 28 febbraio 2018),  poi Aladino Valoti
- Segretario Generale: Gianni Francavilla
- Consulente Commerciale: Toni Sichera
- Team Manager: Vincenzo Todaro
- Marketing Manager: Federico Fornaris
- Responsabile Ufficio Stampa: Andrea Siracusa
- Ufficio Stampa: Riccardo Gatto
- Ticketing Manager: Mauro Bellante
- Delegato alla Sicurezza: Antonino Lentini
- Responsabile Settore Giovanile: Sandro Porchia
- Segretario Settore Giovanile: Lorenzo Farris

Staff tecnico
- Allenatore: Bruno Tedino (fino al 28 aprile 2018), poi Roberto Stellone
- Allenatore in Seconda: Carlo Marchetto (fino al 28 aprile 2018), poi Giorgio Gorgone
- Preparatori Atletici: Roberto Peressutti (fino al 28 aprile 2018), Marco Petrucci, Giuseppe Puleo
- Preparatori dei Portieri: Paolo Lenisa, Vincenzo Sicignano
- Collaboratore Tecnico: Vincenzo Varrica (fino al 28 aprile 2018), poi Andrea Gennari
- Mental Coach: Andrea Canavacciuolo (fino al 28 aprile 2018)
- Match Analyst: Alcide Di Salvatore (fino al 28 aprile 2018), poi Salvatore Rosato

Staff medico
- Coordinatore Staff Sanitario: Prof. Giuseppe Francavilla
- Responsabile Sanitario: Dott. Cristian Francavilla
- Medico Sociale: Dott. Lorenzo Todaro
- Podologo: Dott. Sergio Caruso
- Nutrizionista: Dott. Antonino La Monica
- Fisioterapisti: Vincenzo Buzzi, Fabio Cavera, Massimiliano Mereu, Rosario Sciacchitano

## Rosa
Rosa e numerazione sono aggiornate al 31 gennaio 2018.
| N.   |                                 | Ruolo | Calciatore            |
| ---- | ------------------------------- | ----- | --------------------- |
| 1    | Italia (bandiera)               | P     | Fabrizio Alastra      |
| 1/37 | Italia (bandiera)               | P     | Graziano Belladonna   |
| 1    | Italia (bandiera)               | P     | Luca Maniero          |
| 2    | Italia (bandiera)               | D     | Giuseppe Bellusci     |
| 3    | Italia (bandiera)               | D     | Andrea Rispoli        |
| 4    | Italia (bandiera)               | D     | Andrea Accardi        |
| 5    | Serbia (bandiera)               | D     | Slobodan Rajković     |
| 6    | Slovenia (bandiera)             | D     | Aljaž Struna          |
| 7    | Macedonia del Nord (bandiera)   | A     | Aleksandar Trajkovski |
| 8    | Bosnia ed Erzegovina (bandiera) | C     | Mato Jajalo           |
| 9    | Svezia (bandiera)               | A     | Stefan Silva          |
| 9    | Italia (bandiera)               | A     | Stefano Moreo         |
| 10   | Brasile (bandiera)              | A     | Igor Coronado         |
| 11   | Guinea-Bissau (bandiera)        | A     | Carlos Embalo         |
| 12   | Croazia (bandiera)              | P     | Josip Posavec         |
| 13   | Francia (bandiera)              | C     | Eddy Gnahoré          |
| 14   | Italia (bandiera)               | D     | Gabriele Rolando      |
| 15   | Polonia (bandiera)              | D     | Thiago Cionek         |
| 16   | Ungheria (bandiera)             | A     | Norbert Balogh        |
| 17   | Svizzera (bandiera)             | D     | Michel Morganella     |
| 18   | Bulgaria (bandiera)             | C     | Ivajlo Čočev          |
| 19   | Norvegia (bandiera)             | D     | Haitam Aleesami       |

| N.    |                               | Ruolo | Calciatore                   |
| ----- | ----------------------------- | ----- | ---------------------------- |
| 20    | Italia (bandiera)             | A     | Antonino La Gumina           |
| 21    | Italia (bandiera)             | C     | Luca Fiordilino              |
| 22    | Italia (bandiera)             | P     | Alberto Pomini               |
| 23    | Italia (bandiera)             | A     | Alessandro Diamanti          |
| 23    | Belgio (bandiera)             | D     | Corentin Fiore               |
| 24    | Polonia (bandiera)            | D     | Przemysław Szymiński         |
| 26    | Italia (bandiera)             | C     | Gennaro Ruggiero             |
| 26    | Italia (bandiera)             | C     | Simone Santoro               |
| 27    | Italia (bandiera)             | A     | Accursio Bentivegna          |
| 27    | Italia (bandiera)             | A     | Gaetano Monachello           |
| 28    | Polonia (bandiera)            | D     | Paweł Dawidowicz             |
| 29/31 | Italia (bandiera)             | D     | Roberto Pirrello             |
| 29    | Italia (bandiera)             | D     | Mirko Gallo                  |
| 30    | Macedonia del Nord (bandiera) | A     | Ilija Nestorovski (capitano) |
| 31    | Italia (bandiera)             | P     | Samuele Guddo                |
| 32    | Italia (bandiera)             | D     | Andrea Ingegneri             |
| 33    | Italia (bandiera)             | C     | Davide Petermann             |
| 34    | Italia (bandiera)             | A     | Simone Lo Faso               |
| 34    | Italia (bandiera)             | A     | Agostino Rizzo               |
| 35    | Polonia (bandiera)            | C     | Radosław Murawski            |
| 36    | Svizzera (bandiera)           | A     | Cephas Malele                |

## Calciomercato

### Sessione estiva(dal 6/6/2017 al 31/8/2017)
| Acquisti         | Acquisti               | Acquisti      | Acquisti                   |
| R.               | Nome                   | da            | Modalità                   |
| ---------------- | ---------------------- | ------------- | -------------------------- |
| D                | Andrea Accardi         | Modena        | fine prestito              |
| P                | Fabrizio Alastra       | Benevento     | fine prestito              |
| A                | Accursio Bentivegna    | Ascoli        | fine prestito              |
| C                | Luca Fiordilino        | Lecce         | fine prestito              |
| A                | Antonino La Gumina     | Ternana       | fine prestito              |
| A                | Cephas Malele          | Varzim        | fine prestito              |
| C                | Davide Petermann       | Carrarese     | fine prestito              |
| D                | Roberto Pirrello       | Siracusa      | fine prestito              |
| D                | Aljaž Struna           | Carpi         | fine prestito              |
| D                | Andrea Ingegneri       | Pordenone     | definitivo                 |
| A                | Igor Coronado          | Trapani       | definitivo (1,4 milioni €) |
| D                | Gabriele Rolando       | Sampdoria     | prestito                   |
| C                | Eddy Gnahoré           | Napoli        | definitivo (1,5 milioni €) |
| C                | Radosław Murawski      | Piast Gliwice | definitivo (650.000 €)     |
| D                | Giuseppe Bellusci      |               | svincolato                 |
| D                | Przemysław Szymiński   | Wisła Płock   | definitivo (250.000 €)     |
| D                | Paweł Dawidowicz       | Benfica       | prestito                   |
| P                | Alberto Pomini         | Sassuolo      | definitivo                 |
| P                | Luca Maniero           | Crotone       | definitivo                 |
| A                | Gaetano Monachello     | Atalanta      | prestito                   |
| Altre operazioni |                        |               |                            |
| R.               | Nome                   | da            | Modalità                   |
| A                | Simon Makienok         | Preston N.E.  | fine prestito              |
| C                | Rosario Costantino     | Gubbio        | fine prestito              |
| D                | Abdelhamid El Kaoutari | Bastia        | fine prestito              |
| C                | Housem Ferchichi       | Livorno       | fine prestito              |
| C                | Dario Giacomarro       | Gubbio        | fine prestito              |
| C                | Paolo Grillo           | Siena         | fine prestito              |
| C                | Oscar Hiljemark        | Genoa         | fine prestito              |
| C                | Marco Toscano          | Siracusa      | fine prestito              |
| D                | Carmine Setola         | Cesena        | definitivo                 |

| Cessioni         | Cessioni            | Cessioni        | Cessioni                   |
| R.               | Nome                | a               | Modalità                   |
| ---------------- | ------------------- | --------------- | -------------------------- |
| D                | Toni Šunjić         | Stoccarda       | fine prestito              |
| C                | Bruno Henrique      | Palmeiras       | definitivo (3,5 milioni €) |
| D                | Giancarlo González  | Bologna         | definitivo (1,5 milioni €) |
| D                | Siniša Anđelković   |                 | svincolato                 |
| P                | Sebastian Breza     | Monopoli        | fine prestito              |
| C                | Roland Sallai       | Puskás Akadémia | fine prestito              |
| D                | Roberto Vitiello    |                 | svincolato                 |
| D                | Giuseppe Pezzella   | Udinese         | definitivo (4,5 milioni €) |
| A                | Francesco Bonfiglio | Sicula Leonzio  | prestito                   |
| D                | Simone Giuliano     | Sicula Leonzio  | prestito                   |
| C                | Alessandro Gazzi    |                 | risoluzione                |
| D                | Andrea Punzi        | Siracusa        | prestito                   |
| D                | Edoardo Goldaniga   | Sassuolo        | definitivo (4 milioni €)   |
| P                | Leonardo Marson     | Sassuolo        | prestito                   |
| P                | Andrea Fulignati    | Cesena          | definitivo (400.000€)      |
| P                | Fabrizio Alastra    | Prato           | prestito                   |
| A                | Accursio Bentivegna | Carrarese       | prestito                   |
| D                | Roberto Pirrello    | Livorno         | prestito                   |
| A                | Alessandro Diamanti |                 | risoluzione                |
| A                | Simone Lo Faso      | Fiorentina      | prestito (300.000 €)       |
| C                | Gennaro Ruggiero    | Torino          | prestito                   |
| A                | Cephas Malele       | Varzim          | definitivo                 |
| Altre operazioni |                     |                 |                            |
| R.               | Nome                | a               | Modalità                   |
| A                | Simon Makienok      | Utrecht         | definitivo                 |
| C                | Dario Giacomarro    | Gubbio          | rinnovo prestito           |
| C                | Oscar Hiljemark     | Genoa           | riscatto (2,5 milioni €)   |
| C                | Paolo Grillo        | Siracusa        | prestito                   |
| A                | Vincenzo Plescia    | Siracusa        | prestito                   |
| D                | Davide Monteleone   | Sicula Leonzio  | prestito                   |
| C                | Rosario Costantino  | Fano            | prestito                   |
| C                | Housem Ferchichi    | Vicenza         | prestito                   |
| D                | Rosario Maddaloni   | Fano            | prestito                   |
| D                | Carmine Setola      | Cesena          | prestito                   |
| C                | Marco Toscano       | Siracusa        | prestito                   |
| D                | Shaqir Tafa         | Monopoli        | prestito                   |
| D                | Antony Angileri     | Juventus        | prestito                   |
| A                | Felice D'Amico      | Inter           | prestito                   |

### Sessione invernale(dal 9/1/2018 al 31/1/2018)
| Acquisti         | Acquisti            | Acquisti       | Acquisti                                                   |
| R.               | Nome                | da             | Modalità                                                   |
| ---------------- | ------------------- | -------------- | ---------------------------------------------------------- |
| D                | Corentin Fiore      |                | svincolato                                                 |
| A                | Stefano Moreo       | Venezia        | prestito (350.000 €) con obbligo di riscatto (1 milione €) |
| Altre operazioni |                     |                |                                                            |
| R.               | Nome                | da             | Modalità                                                   |
| A                | Vincenzio Plescia   | Siracusa       | fine prestito                                              |
| D                | Carmine Setola      | Cesena         | fine prestito                                              |
| A                | Francesco Bonfiglio | Sicula Leonzio | fine prestito                                              |

| Cessioni         | Cessioni            | Cessioni       | Cessioni                                     |
| R.               | Nome                | a              | Modalità                                     |
| ---------------- | ------------------- | -------------- | -------------------------------------------- |
| D                | Thiago Cionek       | SPAL           | definitivo (150.000 €)                       |
| A                | Gaetano Monachello  | Atalanta       | fine prestito                                |
| A                | Carlos Embalo       | Brescia        | prestito (150.000 €) con diritto di riscatto |
| C                | Davide Petermann    | Sicula Leonzio | prestito                                     |
| Altre operazioni |                     |                |                                              |
| R.               | Nome                | a              | Modalità                                     |
| A                | Vincenzio Plescia   | Roccella       | prestito                                     |
| D                | Carmine Setola      | Pisa           | prestito                                     |
| A                | Fabio Brasile       | Gela           | prestito                                     |
| D                | Riccardo Mansueto   | Gela           | prestito                                     |
| A                | Francesco Bonfiglio | AlbinoLeffe    | prestito                                     |
| A                | Rosolino Celesia    | Torino         | prestito                                     |

## Risultati

### Serie B

#### Girone di andata
| Arbitro: | Nasca (Bari) |

|                                |           |  |
| Trajkovski 10’ Nestorovski 52’ | Marcatori |  |

| Brescia 2 settembre 2017, ore 18:00 CEST 2ª giornata | Brescia          | 0 – 0 referto | Palermo | Stadio Mario Rigamonti (5 081 spett.)\| Arbitro: \| Rapuano (Rimini) \| |
| Arbitro:                                             | Rapuano (Rimini) |               |         |                                                                         |

| Arbitro: | Di Paolo (Avezzano) |

|                                     |           |                                    |
| Cionek 10’ Coronado 14’ Gnahoré 77’ | Marcatori | 23’ Šimić 54’, 90+4’ (rig.) Caputo |

| Arbitro: | Chiffi (Padova) |

|              |           |              |
| Nicastro 42’ | Marcatori | 80’ Murawski |

| Arbitro: | Ros (Pordenone) |

|                        |           |  |
| Nestorovski 81’ (rig.) | Marcatori |  |

| Arbitro: | Baroni (Firenze) |

|                      |           |             |
| Nestorovski 25’, 51’ | Marcatori | 20’ Bifulco |

| Ascoli Piceno 30 settembre 2017, ore 15:00 CEST 7ª giornata | Ascoli           | 0 – 0 referto | Palermo | Stadio Cino e Lillo Del Duca (5 577 spett.)\| Arbitro: \| Pinzani (Empoli) \| |
| Arbitro:                                                    | Pinzani (Empoli) |               |         |                                                                               |

| Arbitro: | Sacchi (Macerata) |

|               |           |              |
| La Gumina 10’ | Marcatori | 71’ Gagliolo |

| Frosinone 14 ottobre 2017, ore 15:00 CEST 9ª giornata | Frosinone       | 0 – 0 referto | Palermo | Stadio Benito Stirpe (12 430 spett.)\| Arbitro: \| La Penna (Roma) \| |
| Arbitro:                                              | La Penna (Roma) |               |         |                                                                       |

| Arbitro: | Illuzzi (Molfetta) |

|  |           |                  |
|  | Marcatori | 57’, 70’ Moscati |

| Arbitro: | Di Paolo (Avezzano) |

|              |           |                                 |
| Sabbione 81’ | Marcatori | 10’, 36’ Nestorovski 83’ Embalo |

| Arbitro: | Aureliano (Bologna) |

|                             |           |  |
| Nestorovski 23’ (rig.), 48’ | Marcatori |  |

| Arbitro: | Giua (Olbia) |

|                        |           |                           |
| Capone 10’ Brugman 46’ | Marcatori | 15’ Čočev 33’ Nestorovski |

| Arbitro: | Abbattista (Molfetta) |

|             |           |                       |
| Claiton 21’ | Marcatori | 23’ Rispoli 52’ Čočev |

| Arbitro: | Ghersini (Genova) |

|  |           |                                    |
|  | Marcatori | 43’ Kouamé 64’ Strizzolo 82’ Salvi |

| Arbitro: | Nasca (Bari) |

|            |           |                                               |
| Molina 81’ | Marcatori | 36’ (aut.) Molina 48’ Ghanoré 77’ Nestorovski |

| Palermo 2 dicembre 2017, ore 18:00 CET 17ª giornata | Palermo         | 0 – 0 referto | Venezia | Stadio Renzo Barbera (4 842 spett.)\| Arbitro: \| Chiffi (Padova) \| |
| Arbitro:                                            | Chiffi (Padova) |               |         |                                                                      |

| Arbitro: | Pinzani (Empoli) |

|  |           |                                         |
|  | Marcatori | 62’ Rispoli 69’ Trajkovski 75’ Coronado |

| Arbitro: | Martinelli (Roma) |

|            |           |  |
| Rispoli 2’ | Marcatori |  |

| Arbitro: | Sacchi (Macerata) |

|            |           |               |
| Jallow 34’ | Marcatori | 9’ Trajkovski |

| Arbitro: | Minelli (Varese) |

|                                       |           |  |
| Čočev 30’ Monachello 79’ Jajalo 90+3’ | Marcatori |  |

#### Girone di ritorno
| La Spezia 20 gennaio 2018, ore 18:00 CET 22ª giornata | Spezia            | 0 – 0 referto | Palermo | Stadio Alberto Picco (6 886 spett.)\| Arbitro: \| Piccinini (Forlì) \| |
| Arbitro:                                              | Piccinini (Forlì) |               |         |                                                                        |

| Arbitro: | Serra (Torino) |

|                        |           |  |
| Čočev 3’ Gnahoré 90+3’ | Marcatori |  |

| Arbitro: | La Penna (Roma) |

|                                        |           |  |
| Brighi 12’ Caputo 45’, 51’, 82’ (rig.) | Marcatori |  |

| Arbitro: | Abbattista (Molfetta) |

|                        |           |                       |
| Nestorovski 65’ (rig.) | Marcatori | 78’ Duhamel 84’ Kragl |

| Arbitro: | Chiffi (Padova) |

|                  |           |  |
| Di Carmine 90+1’ | Marcatori |  |

| Vercelli 24 febbraio 2018, ore 15:00 CET 27ª giornata | Pro Vercelli  | 0 – 0 referto | Palermo | Stadio Silvio Piola (2 895 spett.)\| Arbitro: \| Marini (Roma) \| |
| Arbitro:                                              | Marini (Roma) |               |         |                                                                   |

| Arbitro: | Martinelli (Roma) |

|                                               |           |                |
| Rispoli 46’, 55’ Coronado 48’ Nestorovski 83’ | Marcatori | 42’ T. Bianchi |

| Arbitro: | Marinelli (Tivoli) |

|                             |           |                                |
| Calaiò 31’, 39’ (rig.), 47’ | Marcatori | 52’ Nestorovski 90+4’ Rajković |

| Arbitro: | Pinzani (Empoli) |

|             |           |  |
| Gnahoré 47’ | Marcatori |  |

| Arbitro: | Serra (Torino) |

|                           |           |                           |
| Pușcaș 8’ Sciaudone 90+1’ | Marcatori | 48’ Rispoli 57’ La Gumina |

| Arbitro: | Ghersini (Genova) |

|                                             |           |  |
| Coronado 18’ (rig.), 47’, 76’ La Gumina 67’ | Marcatori |  |

| Arbitro: | Fourneau (Roma) |

|           |           |                                    |
| Gatto 80’ | Marcatori | 17’ La Gumina 74’ (aut.) De Santis |

| Arbitro: | Piscopo (Imperia) |

|              |           |              |
| Coronado 24’ | Marcatori | 39’ Valzania |

| Arbitro: | La Penna (Roma 1) |

|              |           |              |
| Coronado 61’ | Marcatori | 83’ Scamacca |

| Cittadella 17 aprile 2018, ore 20:30 CEST 36ª giornata | Cittadella   | 0 – 0 referto | Palermo | Stadio Piercesare Tombolato (3 984 spett.)\| Arbitro: \| Nasca (Bari) \| |
| Arbitro:                                               | Nasca (Bari) |               |         |                                                                          |

| Arbitro: | Giua (Olbia) |

|                                                        |           |  |
| Coronado 9’ (rig.) La Gumina 47’ Trajkovski 73’ (rig.) | Marcatori |  |

| Arbitro: | Piccinini (Forlì) |

|                                     |           |  |
| Suciu 11’ Štulac 16’ Anđelković 64’ | Marcatori |  |

| Arbitro: | Aureliano (Bologna) |

|               |           |          |
| La Gumina 80’ | Marcatori | 88’ Nenê |

| Arbitro: | Minelli (Varese) |

|                           |           |                                |
| Finotto 79’ Tremolada 83’ | Marcatori | 22’, 45’ La Gumina 61’ Rolando |

| Palermo 12 maggio 2018, ore 15:00 CEST 41ª giornata | Palermo         | 0 – 0 referto | R.C. Cesena | Stadio Renzo Barbera (23 207 spett.)\| Arbitro: \| Pezzuto (Lecce) \| |
| Arbitro:                                            | Pezzuto (Lecce) |               |             |                                                                       |

| Arbitro: | Baroni (Firenze) |

|  |           |                           |
|  | Marcatori | 45+1’ Čočev 86’ La Gumina |

#### Play-off
| Arbitro: | Chiffi (Padova) |

|             |           |               |
| Marsura 57’ | Marcatori | 53’ La Gumina |

| Arbitro: | Aureliano (Bologna) |

|                   |           |  |
| Domizzi 5’ (aut.) | Marcatori |  |

| Arbitro: | Chiffi (Padova) |

|                                    |           |          |
| La Gumina 45’ Terranova 81’ (aut.) | Marcatori | 5’ Ciano |

| Arbitro: | La Penna (Roma) |

|                         |           |  |
| Maiello 52’ Ciano 90+6’ | Marcatori |  |

### Coppa Italia

#### Fase eliminatoria
| Arbitro: | Martinelli (Roma) |

|                                                      |           |  |
| Trajkovski 13’, 45+2’, 72’ Aleesami 66’ Murawski 80’ | Marcatori |  |

| Arbitro: | Valeri (Roma) |

|                        |                      |                                  |
| João Pedro 45+1’       | Marcatori            | 66’ La Gumina                    |
| Cigarini Čop Sau Cossu | Tiri di rigore 4 – 2 | Jajalo Aleesami Struna La Gumina |

## Statistiche

### Statistiche di squadra
| Competizione | Punti       | In casa | In casa | In casa | In casa | In casa | In casa | In trasferta | In trasferta | In trasferta | In trasferta | In trasferta | In trasferta | Totale | Totale | Totale | Totale | Totale | Totale | DR  |
| Competizione | Punti       | G       | V       | N       | P       | Gf      | Gs      | G            | V            | N            | P            | Gf           | Gs           | G      | V      | N      | P      | Gf     | Gs     | DR  |
| ------------ | ----------- | ------- | ------- | ------- | ------- | ------- | ------- | ------------ | ------------ | ------------ | ------------ | ------------ | ------------ | ------ | ------ | ------ | ------ | ------ | ------ | --- |
| Serie B      | 71          | 21      | 11      | 7       | 3       | 33      | 16      | 21           | 7            | 10           | 4            | 26           | 23           | 42     | 18     | 17     | 7      | 59     | 39     | +20 |
| Play-off     | Finale      | 2       | 2       | 0       | 0       | 3       | 1       | 2            | 0            | 1            | 1            | 1            | 3            | 4      | 2      | 1      | 1      | 4      | 4      | 0   |
| Coppa Italia | Terzo turno | 1       | 1       | 0       | 0       | 5       | 0       | 1            | 0            | 1            | 0            | 1            | 1            | 2      | 1      | 1      | 0      | 6      | 1      | +5  |
| Totale       | 71          | 24      | 14      | 7       | 3       | 41      | 17      | 24           | 7            | 12           | 5            | 28           | 27           | 48     | 21     | 19     | 8      | 69     | 44     | +25 |

### Andamento in campionato
| Giornata  | 1 | 2 | 3 | 4 | 5 | 6 | 7 | 8 | 9 | 10 | 11 | 12 | 13 | 14 | 15 | 16 | 17 | 18 | 19 | 20 | 21 | 22 | 23 | 24 | 25 | 26 | 27 | 28 | 29 | 30 | 31 | 32 | 33 | 34 | 35 | 36 | 37 | 38 | 39 | 40 | 41 | 42 |
| --------- | - | - | - | - | - | - | - | - | - | -- | -- | -- | -- | -- | -- | -- | -- | -- | -- | -- | -- | -- | -- | -- | -- | -- | -- | -- | -- | -- | -- | -- | -- | -- | -- | -- | -- | -- | -- | -- | -- | -- |
| Luogo     | C | T | C | T | C | C | T | C | T | C  | T  | C  | T  | T  | C  | T  | C  | T  | C  | T  | C  | T  | C  | T  | C  | T  | T  | C  | T  | C  | T  | C  | T  | C  | C  | T  | C  | T  | C  | T  | C  | T  |
| Risultato | V | N | N | N | V | V | N | N | N | P  | V  | V  | N  | V  | P  | V  | N  | V  | V  | N  | V  | N  | V  | P  | P  | P  | N  | V  | P  | V  | N  | V  | V  | N  | N  | N  | V  | P  | N  | V  | N  | V  |
| Posizione | 4 | 5 | 7 | 6 | 5 | 3 | 3 | 2 | 2 | 8  | 3  | 1  | 2  | 1  | 5  | 2  | 3  | 1  | 1  | 1  | 1  | 2  | 2  | 3  | 3  | 3  | 3  | 3  | 4  | 3  | 3  | 3  | 3  | 2  | 2  | 4  | 3  | 3  | 4  | 3  | 4  | 4  |

Fonte:  Serie B ConTe.it – Classifiche, su legab.it. URL consultato il 6 agosto 2017 (archiviato dall'url originale il 12 gennaio 2018).
Legenda:

Luogo: C = Casa; T = Trasferta. Risultato: V = Vittoria; N = Pareggio; P = Sconfitta.

### Statistiche dei giocatori
Sono in corsivo i calciatori che hanno lasciato la società a stagione in corso.
| Giocatore      | Serie B  | Serie B | Serie B     | Serie B    | Play-off | Play-off | Play-off    | Play-off   | Coppa Italia | Coppa Italia | Coppa Italia | Coppa Italia | Totale   | Totale | Totale      | Totale     |
| Giocatore      | Presenze | Reti    | Ammonizioni | Espulsioni | Presenze | Reti     | Ammonizioni | Espulsioni | Presenze     | Reti         | Ammonizioni  | Espulsioni   | Presenze | Reti   | Ammonizioni | Espulsioni |
| -------------- | -------- | ------- | ----------- | ---------- | -------- | -------- | ----------- | ---------- | ------------ | ------------ | ------------ | ------------ | -------- | ------ | ----------- | ---------- |
| A. Accardi     | 7        | 0       | 0           | 0          | 0        | 0        | 0           | 0          | 1            | 0            | 0            | 0            | 8        | 0      | 0           | 0          |
| F. Alastra     | -        | -       | -           | -          | -        | -        | -           | -          | -            | -            | -            | -            | -        | -      | -           | -          |
| H. Aleesami    | 26       | 0       | 2           | 0          | 4        | 0        | 2           | 0          | 2            | 1            | 1            | 0            | 32       | 1      | 5           | 0          |
| N. Balogh      | 2        | 0       | 0           | 0          | 0        | 0        | 0           | 0          | 0            | 0            | 0            | 0            | 2        | 0      | 0           | 0          |
| G. Belladonna  | -        | -       | -           | -          | -        | -        | -           | -          | -            | -            | -            | -            | -        | -      | -           | -          |
| G. Bellusci    | 23       | 0       | 5           | 1          | 2        | 0        | 1           | 0          | 2            | 0            | 1            | 0            | 27       | 0      | 7           | 1          |
| A. Bentivegna  | -        | -       | -           | -          | -        | -        | -           | -          | -            | -            | -            | -            | -        | -      | -           | -          |
| T. Cionek      | 16       | 1       | 1           | 1          | 0        | 0        | 0           | 0          | 2            | 0            | 0            | 0            | 18       | 1      | 1           | 1          |
| I. Čočev       | 29       | 5       | 3           | 0          | 0        | 0        | 0           | 0          | 2            | 0            | 0            | 0            | 31       | 5      | 3           | 0          |
| I. Coronado    | 38       | 9       | 5           | 1          | 4        | 0        | 1           | 0          | 1            | 0            | 0            | 0            | 43       | 9      | 6           | 1          |
| P. Dawidowicz  | 27       | 0       | 3           | 0          | 2        | 0        | 0           | 1          | 0            | 0            | 0            | 0            | 29       | 0      | 3           | 1          |
| A. Diamanti    | -        | -       | -           | -          | -        | -        | -           | -          | -            | -            | -            | -            | -        | -      | -           | -          |
| C. Embalo      | 16       | 1       | 1           | 0          | 0        | 0        | 0           | 0          | 0            | 0            | 0            | 0            | 16       | 1      | 1           | 0          |
| L. Fiordilino  | 12       | 0       | 0           | 0          | 2        | 0        | 1           | 0          | 0            | 0            | 0            | 0            | 14       | 0      | 1           | 0          |
| C. Fiore       | 2        | 0       | 0           | 0          | 0        | 0        | 0           | 0          | 0            | 0            | 0            | 0            | 2        | 0      | 0           | 0          |
| M. Gallo       | -        | -       | -           | -          | -        | -        | -           | -          | -            | -            | -            | -            | -        | -      | -           | -          |
| E. Gnahoré     | 32       | 4       | 5           | 0          | 3        | 0        | 0           | 0          | 1            | 0            | 0            | 0            | 36       | 4      | 5           | 0          |
| S. Guddo       | -        | -       | -           | -          | -        | -        | -           | -          | -            | -            | -            | -            | -        | -      | -           | -          |
| A. Ingegneri   | -        | -       | -           | -          | -        | -        | -           | -          | -            | -            | -            | -            | -        | -      | -           | -          |
| M. Jajalo      | 35       | 1       | 10          | 0          | 4        | 0        | 2           | 0          | 2            | 0            | 1            | 0            | 41       | 1      | 13          | 0          |
| A. La Gumina   | 29       | 9       | 3           | 0          | 4        | 2        | 0           | 0          | 2            | 1            | 0            | 0            | 35       | 12     | 3           | 0          |
| S. Lo Faso     | -        | -       | -           | -          | -        | -        | -           | -          | -            | -            | -            | -            | -        | -      | -           | -          |
| C. Malele      | -        | -       | -           | -          | -        | -        | -           | -          | -            | -            | -            | -            | -        | -      | -           | -          |
| L. Maniero     | -        | -       | -           | -          | -        | -        | -           | -          | -            | -            | -            | -            | -        | -      | -           | -          |
| G. Monachello  | 5        | 1       | 0           | 0          | 0        | 0        | 0           | 0          | 0            | 0            | 0            | 0            | 5        | 1      | 0           | 0          |
| S. Moreo       | 15       | 0       | 0           | 0          | 1        | 0        | 0           | 0          | 0            | 0            | 0            | 0            | 16       | 0      | 0           | 0          |
| M. Morganella  | 10       | 0       | 1           | 0          | 0        | 0        | 0           | 0          | 2            | 0            | 0            | 0            | 12       | 0      | 1           | 0          |
| R. Murawski    | 35       | 1       | 7           | 0          | 4        | 0        | 1           | 0          | 2            | 1            | 0            | 0            | 41       | 2      | 8           | 0          |
| I. Nestorovski | 28       | 13      | 4           | 1          | 3        | 0        | 1           | 0          | 2            | 0            | 0            | 0            | 33       | 13     | 5           | 1          |
| D. Petermann   | 1        | 0       | 0           | 0          | 0        | 0        | 0           | 0          | 0            | 0            | 0            | 0            | 1        | 0      | 0           | 0          |
| R. Pirrello    | -        | -       | -           | -          | -        | -        | -           | -          | -            | -            | -            | -            | -        | -      | -           | -          |
| A. Pomini      | 23       | -20     | 2           | 0          | 4        | -4       | 0           | 0          | 0            | 0            | 0            | 0            | 27       | -24    | 2           | 0          |
| J. Posavec     | 19       | -19     | 1           | 0          | 0        | 0        | 0           | 0          | 2            | -1           | 0            | 0            | 21       | -20    | 1           | 0          |
| S. Rajković    | 12       | 1       | 1           | 0          | 4        | 0        | 0           | 0          | 0            | 0            | 0            | 0            | 16       | 1      | 1           | 0          |
| A. Rispoli     | 38       | 6       | 4           | 0          | 4        | 0        | 0           | 0          | 1            | 0            | 0            | 0            | 43       | 6      | 4           | 0          |
| A. Rizzo       | -        | -       | -           | -          | -        | -        | -           | -          | -            | -            | -            | -            | -        | -      | -           | -          |
| G. Rolando     | 12       | 1       | 2           | 0          | 2        | 0        | 0           | 0          | 0            | 0            | 0            | 0            | 14       | 1      | 2           | 0          |
| G. Ruggiero    | -        | -       | -           | -          | -        | -        | -           | -          | -            | -            | -            | -            | -        | -      | -           | -          |
| S. Santoro     | -        | -       | -           | -          | -        | -        | -           | -          | -            | -            | -            | -            | -        | -      | -           | -          |
| S. Silva       | -        | -       | -           | -          | -        | -        | -           | -          | -            | -            | -            | -            | -        | -      | -           | -          |
| A. Struna      | 35       | 0       | 8           | 0          | 2        | 0        | 1           | 0          | 2            | 0            | 1            | 0            | 39       | 0      | 10          | 0          |
| P. Szymiński   | 26       | 0       | 1           | 0          | 2        | 0        | 1           | 0          | 0            | 0            | 0            | 0            | 28       | 0      | 2           | 0          |
| A. Trajkovski  | 27       | 4       | 1           | 0          | 4        | 0        | 0           | 0          | 2            | 3            | 0            | 0            | 33       | 7      | 1           | 0          |

## Giovanili

### Organigramma
Primavera
- Allenatore: Giuseppe Scurto
- Allenatore in seconda: Francesco Libro
- Dirigente Accompagnatore: Salvatore Lipari
- Dirigente Accompagnatore: Vincenzo Reale
- Preparatore Portieri: Roberto Vergallo
- Medico Sociale: Salvatore Lo Monte
- Preparatore Atletico: Francesco Sicari
- Fisioterapista: Rosario Sciacchitano
- Magazziniere: Franco Salerno

Under 17
- Allenatore: Giovanni Ignoffo
- Preparatore Atletico: Guglielmo Pillitteri
- Preparatore Portieri: Michele Marotta
- Dirigente Accomp.: Carmelo Mangano
- Dirigente Accomp.: Antonio Cammilleri
- Medico Sociale: Roberto De Gregorio
- Fisioterapista: Fabrizio Cardella

Under 16
- Allenatore: Salvatore Zammitti
- Dir. Accompagnatore: Giuseppe Butera
- Dir. Accompagnatore: Diego Marchese
- Prep. Portieri: Francesco Lo Galbo
- Medico Sociale: Andrea Parlato
- Preparatore Atletico: Luca Piazza
- Fisioterapista: Eugenio Zarcone

Under 15
- Allenatore: Stefano Di Benedetto
- Dir. Accompagnatore: Germano Montalbano
- Dir. Accompagnatore: Alessandro Trimarchi
- Prep. Portieri: Francesco Lima
- Medico Sociale: Andrea Parlato
- Preparatore Atletico: Gaetano Sapienza
- Fisioterapista: Giovanni Falsitta